# 斯泰基 (基輔州)
50°3′51″N 30°54′13″E / 50.06417°N 30.90361°E

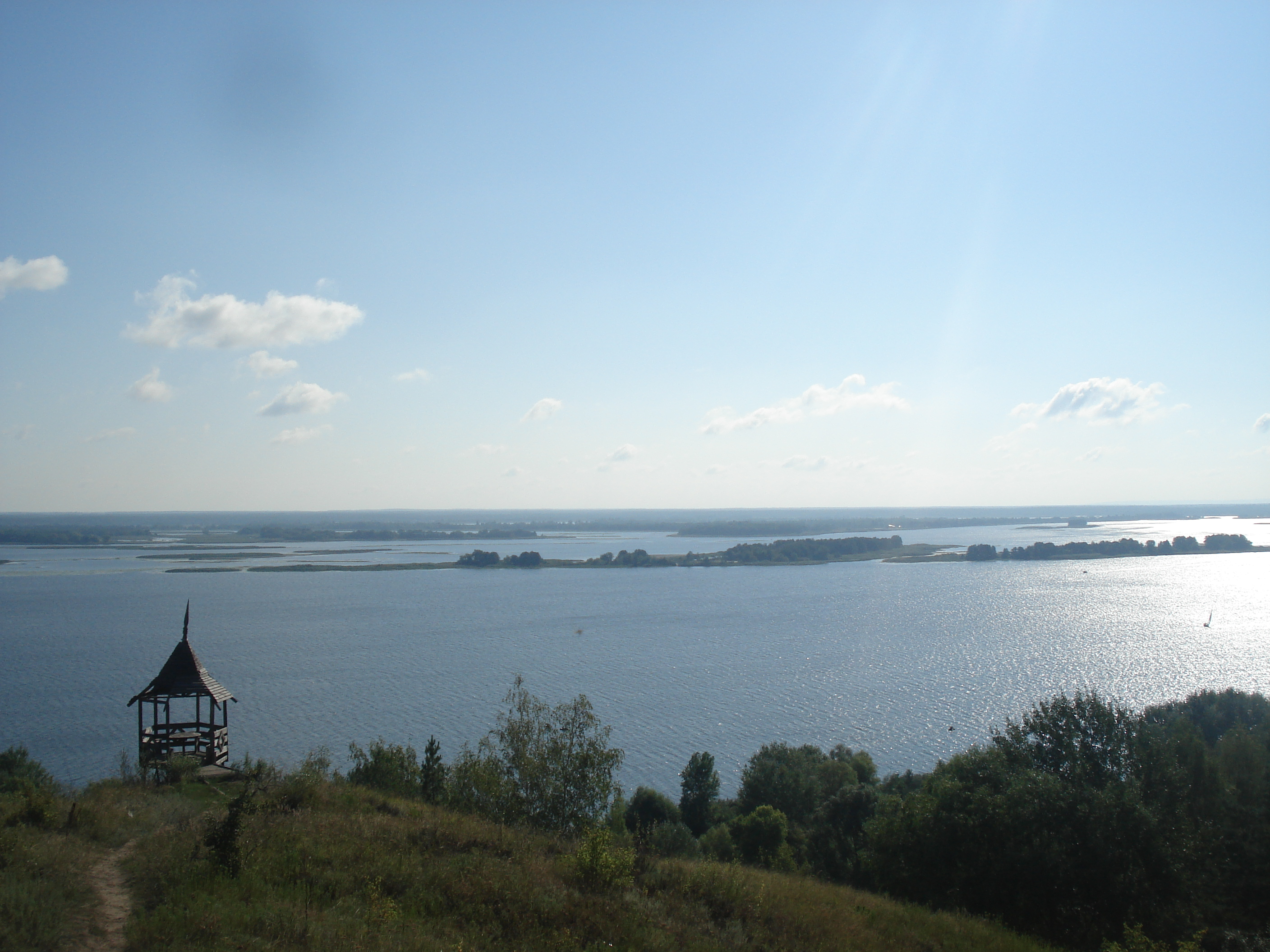

斯泰基（羅馬化：Staiky）是位於烏克蘭北部的村莊，由基辅州奧布希夫區的勒日希夫市鎮負責管轄。該村處於第聶伯河畔，始建於1095年，面積4.87平方公里，海拔高度189米，2001年人口2,203。